# Szilágypanit

Szilágypanit (románul: Panic) település Romániában, Szilágy megyében.

## Fekvése
Szilágysomlyótól keletre, Krasznarécse és Zilah közt fekvő település.

## Története
Szilágypanit nevét 1383-ban említették először Panyit néven. Ekkor a Panyit birtokon elkövetett jogtalanságok miatt vizsgálatot tartottak Csaholyi Sebestyén számára Récsei Balázs fia, Antal ellen.
1429-ben a Panyitról elhajtott jobbágyokért Csaholyi János és László érdekében vizsgálatot tartottak Kusalyi Jakcsi János ellen.
1583 előtt Melith György és fiai is részbirtokosok voltak itt.
1583-ban Rátoni Benedek felperes és Prépostvári Bálint és Anna közt per folyt. A részbirtokot Melith György és fiai, István és Pál, hűtlenségi per következtében vesztette el.
1797-ben végzett összeíráskor Szilágypanit főbb birtokosai voltak: Orgován Ferenc, gróf Teleki Sámuel és Sándor, de birtokos volt még itt többek között a Guti, Kún, gróf Bánfi, gróf Andrási, Verőczi Sándor, Fosztó, Délczeg, Antal, Sebes, Király, Kis, Borbély családoknak is.
1910-ben 482 lakosa volt, ebből 395 magyar, 84 román, ebből 85 görögkatolikus, 377 református, 10 izraelita volt.

## Nevezetességek
- Református templom (anyakönyvet 1784-től vezetnek);
- Szilágypaniti Tölgyes természetvédelmi terület;